# Matràlia
Matràlia (en llatí Matralia) era un festival romà que es celebrava cada any el dia 11 de juny en honor de la deessa Mater Matuta.
La deessa tenia el temple al Forum Boarium des de l'època de Servi Tul·li, segons Titus Livi. Era una festa que només celebraven les matrones romanes, que oferien a Matràlia unes coques cuites en cassoles de terrissa.
Les esclaves no hi podien participar ni podien entrar al temple i només una esclava podia entrar per ser sotmesa a un tractament humiliant per una de les matrones i després havia de sortir. Les dones portaven als braços als fills de les seves germanes però no els fills propis, i pregaven per la seva bona salut. L'estàtua de la deessa era coronada amb garlandes per una de les matrones que encara no hagués perdut el marit.
Mater Matuta va ser identificada pels romans amb Leucòtea, una deessa marina de la mitologia grega, segons es desprèn dels rituals coneguts. La llegenda sobre Ino, la personificació mortal de Leucòtea, explicaria el fet que s'adorés Mater Matuta amb l'acompanyament dels fills de les germanes, i l'expulsió violenta d'una esclava.